# BNP Paribas
BNP Paribas är en av Europas största banker. Företaget skapades år 2000 genom sammanslagningen av en av Frankrikes universalbanker Banque Nationale de Paris och investmentbanken Paribas.

## Historik

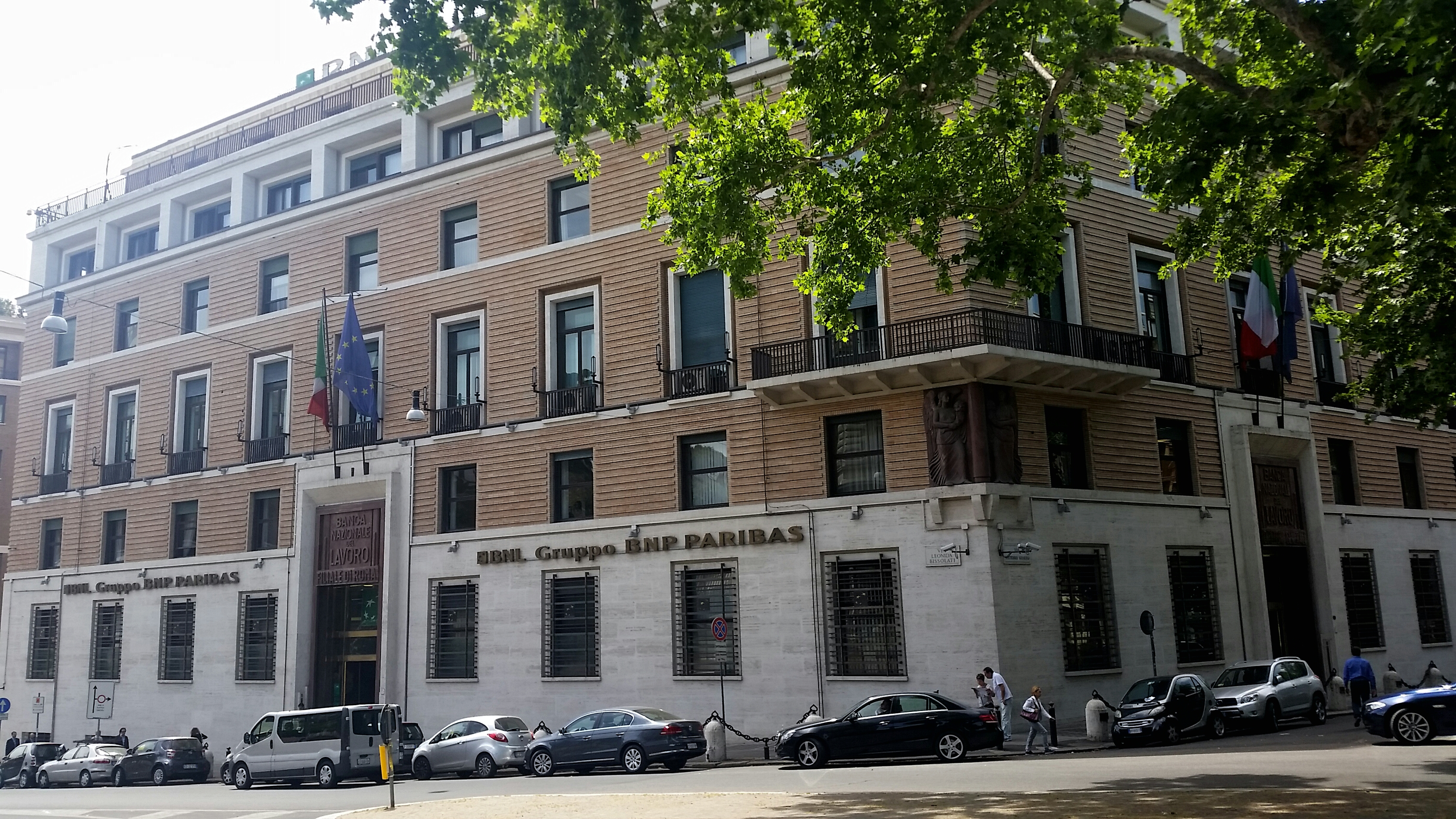
Före detta huvudkontoret Banca Nazionale del Lavoro i Rom.

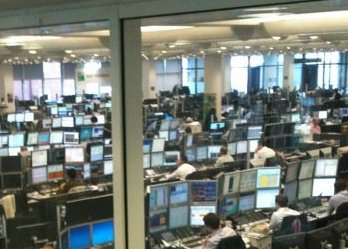
BNP Paribas London Trading Floor

1999 utkämpade BNP och Société Générale en komplex kamp på aktiemarknaden, där Société Générale lade bud på Paribas och BNP på Société Générale och motbud på Paribas. BNP:s bud på Société Générale misslyckades, medan dess bud på Paribas lyckades leda till en sammanslagning av BNP och Paribas ett år senare den 23 maj 2000.
2006 köpte BNP Paribas Banca Nazionale del Lavoro (BNL), Italiens sjätte största bank.  
Den 9 augusti 2007 blev BNP Paribas den första stora finansiella gruppen som erkände effekterna av subprime-krisen genom att stänga två fonder som var utsatta för den. Den här dagen ses nu allmänt som början på kreditkrisen och bankens snabba reaktion räddade den från ödet för andra stora europeiska banker som UBS.